# Cambiano
Cambiano (piemontesisch Cambiagn) ist eine Gemeinde in der italienischen Metropolitanstadt Turin (TO), Region Piemont.

## Lage und Einwohner
Cambiano liegt etwa 20 km südlich von Turin und hat 5884 Einwohner (Stand 31. Dezember 2023). Zur Gemeinde zählt die Fraktion (Frazioni) Madonna della Scala. Das gesamte Gemeindegebiet umfasst eine Fläche von 14,13 km². Zusammen mit ihrer Nachbargemeinde Santena hat Cambiano seit 1849 einen Bahnhof an der Bahnstrecke Turin–Genua.
Die Nachbargemeinden sind Pino Torinese, Chieri, Pecetto Torinese, Moncalieri, Trofarello, Santena und Villastellone. 

## Wirtschaft

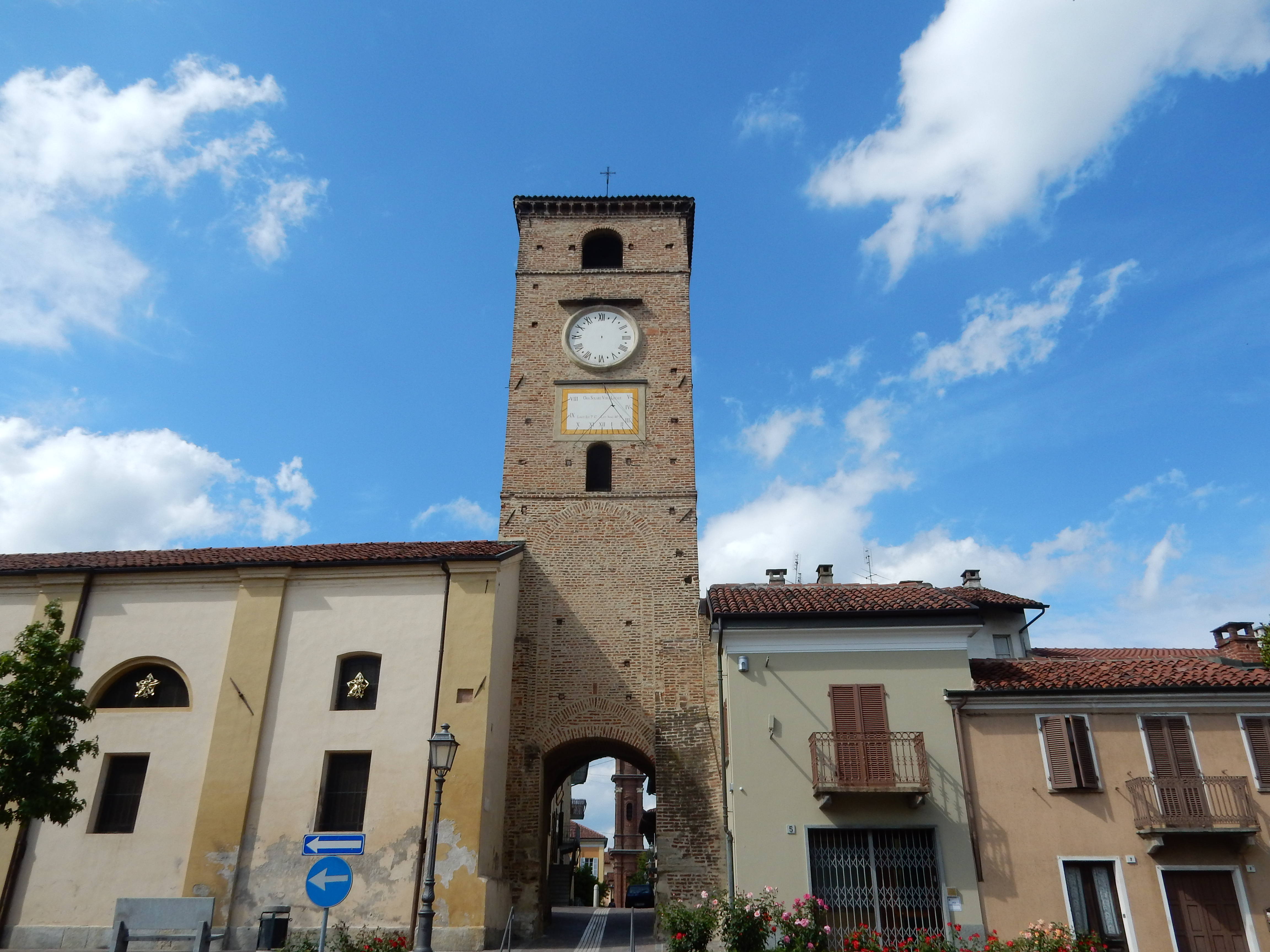
Stadttor

In dem Ort ist das Fahrzeugdesignunternehmen Pininfarina S.p.A. ansässig, mit Designstudios und einer Fabrik im Westen der Ortschaft.

## Gemeindepartnerschaften
- Aquilonia
- Monteverde

## Söhne und Töchter der Gemeinde
- Francesco Gaude (1809–1860), Kardinal
- Tommaso Mossi (1778–1861), Generalabt der Zisterzienser 1850–1853
- Giuseppe Burzio (1901–1966), Erzbischof und Diplomat
- Enzo Osella (* 1939), Rennwagenkonstrukteur und Motorsport-Teamchef
- Maria Teresa Grosso, Mutter von Joseph-Louis Lagrange (1736–1813)